# Louis Bonapartes adertonde brumaire
Louis Bonapartes adertonde brumaire, Der achtzehnte Brumaire des Louis Bonaparte, är en bok av Karl Marx skriven 1852. Den handlar om Louis Bonapartes (som kejsare kallad Napoleon III) väg till makten, men analysen spänner över hela den franska tidsperioden från franska revolutionen 1789 och pekar mot vad som komma skulle: Pariskommunen 1871. Namnet "adertonde brumaire" kommer från den franska revolutionen och när Napoleon Bonaparte den 18:e brumaire (den 9 november 1799) tog makten och revolutionen led nederlag. Marx benämner även Louis Bonapartes statskupp den 2 december 1851 för "den 18:e brumaire".
Det var ett av de allra första försöken från Marx sida att i analysen av en konkret händelse tillämpa den historiska och dialektiska materialismen, som strax dessförinnan presenterats i Kommunistiska manifestet (1848). Boken inleds med ett av Marx mest citerade yttranden: ”Hegel gör någonstans den anmärkningen, att alla stora världshistoriska händelser och personer så att säga förekommer två gånger. Han glömde att tillfoga: den ena gången som tragedi, den andra gången som fars.”
När den ledande tyska tidningen Die Zeit på 2000-talet valde ut världshistoriens 100 mest betydande verk fanns denna bok med.
Ett annat berömt citat ur boken lyder i en något föråldrad översättning:
| ”           | Människorna gör själva sin historia, men de gör den inte efter eget gottfinnande, inte under omständigheter som de själva valt utan under omständigheter, som är omedelbart för handen givna och redan existerande. Traditionen från alla döda släktled trycker som en mara på de levandes hjärna. | „ |
| – Karl Marx | |   |

## Utgåvor på svenska
- 1939 – Louis Bonapartes 18:de brumaire
- 1946 – Louis Bonapartes 18 brumaire
- 1971 – Louis Bonapartes 18:e brumaire
- 1981 – Louis Bonapartes adertonde brumaire ISBN 91-7384-008-4